# Earn to Die 2
Earn to Die 2 — мобільна гра, розроблена російською студією Toffee Games та видана Not Doppler.

## Ігровий процес
Гравцеві потрібно збивати зомбі за допомогою автомобілів та іншого транспорту, який гравець може покращувати, наприклад, встановити кулемет або ракетний прискорювач. Придбати їх можна за монети, які гравець отримує після кожного заїзду. По мірі проходження гри, гравець отримуватиме потужнішу техніку, з якою гравець може продовжувати проходити гру.

## Критика
Earn to Die 2 була неоднозначно сприйнята ігровими критиками. На Metacritic гра отримала 63 бали зі 100, що означає «змішані або середні відгуки».
Гаррі Слейтер з сайту Pocket Gamer поставив грі 3,5 зірок з 5. У своїй рецензії він розказав про хорошу задумку гри, але в результаті Earn to Die вийшла «дивним та нудним способом провести свій час».
Ендрю Фретц з TouchArcade висловив думку, що процес гри заснований на старих браузерних фізичних симуляторах. Він вважає що у франшизи Earn To Die є великий потенціал.